# Endre Kiss (Skispringer)
Endre Kiss ist ein ehemaliger ungarischer Skispringer.

## Werdegang
Kiss gab sein internationales Debüt zur Vierschanzentournee 1961/62. Nach Platz 46 beim Auftaktspringen auf der Schattenbergschanze in Oberstdorf konnte er sich auch in den weiteren Springen nicht durchsetzen. Nach Platz 69 in Innsbruck, Platz 48 in Garmisch-Partenkirchen und Platz 69 auf der Paul-Außerleitner-Schanze in Bischofshofen lag er in der Gesamtwertung nur auf Rang 48. Bei den kurz später stattfindenden Nordischen Skiweltmeisterschaften 1962 in Zakopane bestritt er beide Einzelspringen und wurde 52. von der Normalschanze und 57. von der Großschanze. Bei den Ungarischen Meisterschaften 1962 gewann er gemeinsam mit László Gellér den Titel im Einzel.
Bei der Vierschanzentournee 1962/63 konnte er seine Leistungen deutlich steigern. So sprang er mit Platz 28 auf der Großen Olympiaschanze in Garmisch-Partenkirchen auf die beste Einzelplatzierung seiner Karriere. In der Gesamtwertung erreichte er nach Abschluss der Tournee mit 655,3 Punkten den 34. Platz. Nachdem seine Leistungen bei der folgenden Vierschanzentournee 1963/64 noch einmal eingebrochen waren und er nur Rang 58 der Gesamtwertung erreicht hatte, sprang er bei der Vierschanzentournee 1964/65 noch einmal beim Springen in Oberstdorf auf Rang 32 und konnte damit mit Platz 30 in der Gesamtwertung sein bestes Gesamtergebnis erreichen.
Bei der Nordischen Skiweltmeisterschaft 1966 in Oslo startete Kiss noch einmal bei beiden Einzelspringen. Von der Normalschanze belegte er Platz 53 und von der Großschanze Platz 49.

## Erfolge

### Vierschanzentournee-Platzierungen
| Saison  | Platz | Punkte |
| ------- | ----- | ------ |
| 1961/62 | 48.   | 695,0  |
| 1962/63 | 34.   | 655,3  |
| 1963/64 | 58.   | 485,0  |
| 1964/65 | 30.   | 725,0  |